# 상지
상지(upper limb, upper extremity) 또는 팔은 직립 자세를 취하는 사지 척추동물의 앞다리로, 견갑골과 쇄골에서 시작하여 가락까지 이어지며 어깨, 팔꿈치, 손목 및 주먹결절 관절과 관련된 모든 근육과 인대를 포함한다. 인간의 경우 각 상지는 어깨, 팔(arm), 팔꿉(elbow), 팔뚝(forearm), 손목, 손으로 나뉘며 주로 등반, 들어올리기(manual handling of loads) 및 물건 조작에 사용된다. 해부학에서 팔(arm)이 위팔(upper arm)을 의미하는 것처럼, 다리(leg)는 아래다리(lower leg)를 의미한다.

## 같이 보기
- 팔다리뼈대
- 팔다리
- 인간의 다리
- 팔다리뼈대
- 다리 (해부학)
- 상지 피부 신경분포